# Indiana University Press
Indiana University Press, dita igualment IU Press, és una editorial universitària dels Estats Units associada a la Universitat d'Indiana i amb seu a Bloomington (Indiana). Fou fundada el 1950 i centra la seva activitat en les humanitats i les ciències socials. Publica uns 140 nous llibres cada any, gestiona 29 revistes acadèmiques i manté un catàleg d'aproximadament 2.000 obres. El 2011 fou classificada en 28è lloc (de 50) entre les principals editorials de ciències polítiques dels Estats Units.